# Tanaecia borromeoi
Tanaecia borromeoi är en fjärilsart som beskrevs av Schröder 1977. Tanaecia borromeoi ingår i släktet Tanaecia och familjen praktfjärilar. Inga underarter finns listade i Catalogue of Life.